# Musa Çağıran
Musa Çağıran (Konya, 17 november 1992) is een Turks voetballer die bij voorkeur als middenvelder speelt. Hij verruilde in 2014 Bursaspor voor Karabükspor.
1 Atağ ·
3 Tazgel ·
4 Ünver ·
5 Velioğlu ·
6 Dalkıran ·
7 Gür ·
8 Özyapı ·
9 Özek ·
10 Demir ·
11 Depe ·
15 Bayrak ·
16 Cengiz ·
17 Yılmaz ·
19 Akçay ·
20 Güney ·
22 Tunalı ·
23 Arıkan ·
25 Kartal ·
27 Yiğit ·
35 Çağıran ·
44 Kayacık ·
48 Dede ·
61 Sakı ·
75 İnanç ·
77 Genç ·
89 Çetin ·
92 Topayan ·
98 Matışlı ·
99 Babaoğlu ·
Coach: Batalla